# Staatstrauer
Staatstrauer, früher auch Landestrauer, ist eine staatlich angeordnete Manifestation der Trauer und damit Teil der Sepulkralkultur. Sie findet je nach Staat und Ereignis einen oder mehrere Tage lang statt, üblich sind drei oder sieben Tage. Die Staatstrauer wird häufig nach dem Tod wichtiger oder vieler Personen angeordnet. In der Regel bedeutet Staatstrauer, dass das öffentliche Leben für mehrere Tage eingeschränkt wird. Öffentliche Feiern und Vergnügungsveranstaltungen werden abgesagt, Geschäfte bleiben geschlossen. Als Ausdruck der Staatstrauer wird Trauerbeflaggung angeordnet. Von der Staatstrauer ist der Staatsakt zu unterscheiden, der eine Veranstaltung bezeichnet.
In Deutschland ist der Bundespräsident als Staatsoberhaupt im Einvernehmen mit der Bundesregierung bevollmächtigt, sogenannte Trauerstaatsakte anzuordnen. Eine in vielen Staaten der Welt praktizierte Staatstrauer, die über die Trauerbeflaggung hinausgeht und das öffentliche Leben zum Erliegen bringt, kann der Bundespräsident wegen seiner Kompetenzgrenzen in der föderalen Struktur Deutschlands, insbesondere infolge der in Art. 30 des Grundgesetzes verankerten Eigenstaatlichkeit und Kulturhoheit der Länder, nicht anordnen.
Staatstrauer oder Trauerstaatsakte werden beispielsweise beim Tod prominenter Persönlichkeiten eines Staats angeordnet. Dies können Politiker wie Konrad Adenauer, Franz Josef Strauß, Willy Brandt oder Johannes Rau sein, für die jeweils eine dreitägige Trauerbeflaggung in Deutschland gezeigt wurde. Eine hunderttägige Staatstrauer in Thailand für Galyani Vadhana, die einzige Schwester von König Bhumibol Adulyadej, endete am 10. April 2008. Auch für die Kultur eines Landes bedeutende Personen wie die portugiesische Sängerin Amália Rodrigues, der hawaiische Sänger Israel Kamakawiwoʻole oder der brasilianische Rennfahrer Ayrton Senna können mit einer Staatstrauer geehrt werden.
Am 3. Juni 1989 starb der oberste geistliche und politische Führer Ayatollah Ruhollah Khomeini. Im Iran wurden 40 Tage Trauer ausgerufen und alle Schulen für fünf Tage geschlossen. In Pakistan wurden zehn Tage Trauer ausgerufen, in Syrien sieben Tage, im Libanon, in Afghanistan und Indien drei Tage.
Nach dem Tod Zayid bin Sultan Al Nahyans im Jahr 2004, der in den Vereinigten Arabischen Emiraten seit der Gründung des Landes 1971 ununterbrochen das Amt des Staatspräsidenten ausübte, wurde nicht nur in seinem Heimatland, sondern auch in den arabischen Staaten, fast allen muslimischen Ländern im Nahen Osten und Nordafrika sowie Indien eine Staatstrauer angeordnet. Als der palästinensische Führer Jassir Arafat am 11. November 2004 starb, rief die Palästinensische Autonomiebehörde eine 40-tägige Trauer aus und schloss Schulen und andere öffentliche Plätze für drei Tage. Auch in Indien, Bangladesch, Pakistan, Kuba, Ägypten, Jordanien, Libanon, Libyen, Marokko, Nordkorea, Katar, Tunesien und Jemen wurden drei Tage Trauer ausgerufen.
Auch nach Naturkatastrophen und Unglücken, wie dem ICE-Unglück von Eschede im Jahr 1998 und dem Erdbeben in Sichuan 2008, können Staatstrauern im eigenen Land angeordnet werden. Besonders schwere Katastrophen wie das Erdbeben im Indischen Ozean im Jahr 2004 sind häufig darüber hinaus Anlass für Staatstrauern in nicht betroffenen Staaten.

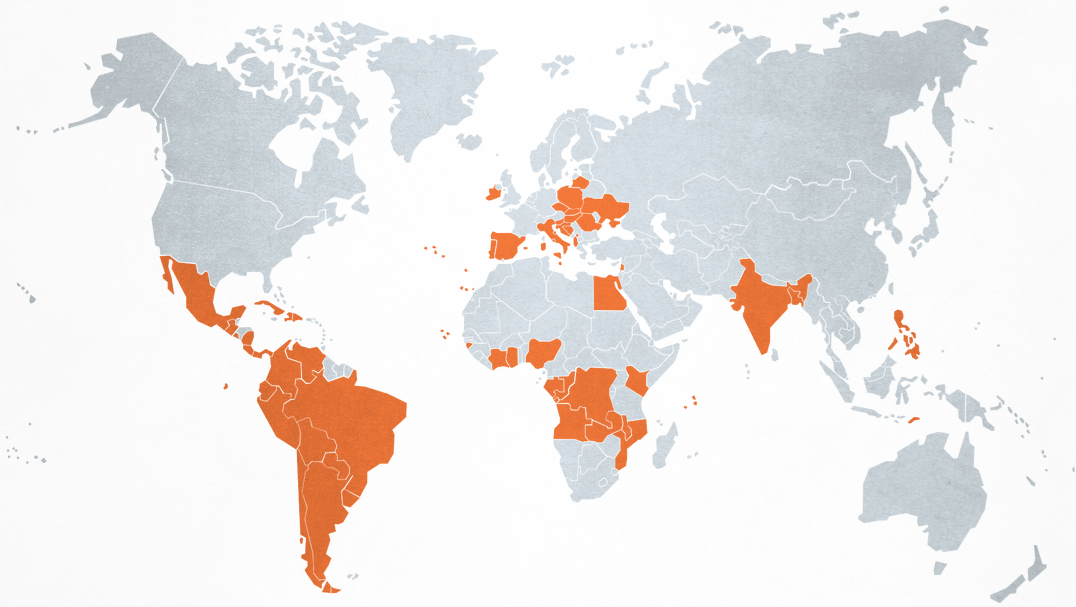
In den markierten Staaten fanden 2005 nach dem Tod von Johannes Paul II. Staatstrauern statt.

Die Madrider Zuganschläge im März 2004 führten zu Staatstrauern in Spanien, Portugal, Rumänien und Polen.
Nach dem Tod eines Papstes wird in vielen Ländern der Welt – von Südamerika über Europa und Asien bis nach Afrika – üblicherweise eine Staatstrauer ausgerufen. Im Jahr 2005, als Papst Johannes Paul II. starb, rief Polen, das Heimatland des Papstes, eine sechstägige Staatstrauer aus und sagte öffentliche und kulturelle Veranstaltungen ab. Am Tag der Beerdigung blieben Büros, Schulen und viele Geschäfte geschlossen. In Italien wurde eine dreitägige Staatstrauer ausgerufen, in Brasilien und Nicaragua eine siebentägige. In muslimischen Ländern wie Ägypten und dem Libanon wurde ebenfalls eine dreitägige Staatstrauer ausgerufen, und auch in asiatischen Ländern wie Indien, Bangladesch und Sri Lanka wurde Staatstrauer ausgerufen. Am 21. April 2025, dem zweiten Ostertag, starb Papst Franziskus, woraufhin in seinem Heimatland Argentinien sowie in Brasilien eine siebentägige Staatstrauer ausgerufen wurde. In vielen südamerikanischen Ländern – Chile, Guatemala, Peru, Venezuela, Kuba und Panama – wurde eine dreitägige Staatstrauer ausgerufen. In europäischen Ländern wurde in Italien eine fünftägige Staatstrauer ausgerufen, in Spanien und Portugal eine dreitägige, in Malta eine zweitägige und in Ungarn, Polen, der Slowakei, Slowenien, Rumänien, Kroatien und Litauen eintägige Staatstrauer. In Asien wurde auf den Philippinen eine viertägige Staatstrauer ausgerufen, in Indien und Bangladesch eine dreitägige und in Sri Lanka eine eintägige Staatstrauer. In Afrika wurde in Mosambik und Äquatorialguinea eine dreitägige Staatstrauer ausgerufen. Auch der Libanon und das mehrheitlich muslimische Palästinensische Autonomiebehörde riefen eine dreitägige Trauer aus.
Beim Flugunfall von Smolensk 2010, bei dem auch der polnische Staatspräsident Lech Kaczyński an Bord war, wurde in Russland ein Tag Staatstrauer angeordnet, weil das Unglück in Russland geschah. Die Staatstrauer wurde auch in einigen weiteren Ländern angeordnet.
Beim Tod des Sozialisten und Staatspräsidenten von Venezuela Hugo Chávez am 5. März 2013 verhängten ebenfalls mehrere süd- und mittelamerikanische Staaten eine mehrtägige Staatstrauer. Am 5. Dezember 2013 wurde nach dem Tod des ehemaligen südafrikanischen Präsidenten Nelson Mandela in Südafrika eine zehntägige Staatstrauer ausgerufen. Auch in vielen afrikanischen, lateinamerikanischen und asiatischen Ländern wurde Staatstrauer ausgerufen.
Am 25. November 2016, als der ehemalige Präsident und Führer der kubanischen Revolution Fidel Castro starb, rief Kuba eine neuntägige Staatstrauer aus. Auch mehrere überwiegend autoritäre Länder riefen Trauer aus, darunter Nordkorea, Venezuela, Nicaragua, Bolivien, Uruguay, Vietnam, Namibia, Angola und Äquatorialguinea.
Die österreichische Regierung ordnete im Zuge des Terroranschlags von Wien im November 2020 eine dreitägige Staatstrauer an. Am 10. Juni 2025 rief die Regierung unter Bundeskanzler Christian Stocker aufgrund der Amoktat in einem Grazer Gymnasium erneut eine dreitägige Staatstrauer aus.
Auch für Sportler beschließen Staaten Staatstrauer. So ordnete die Argentinische Regierung im November 2020 zum Tod von Fußballspieler Diego Maradona eine dreitägige Staatstrauer an, dasselbe ordnete die brasilianische Regierung nach dem Tod von Pelé an.